# 城北区 (ソウル特別市)

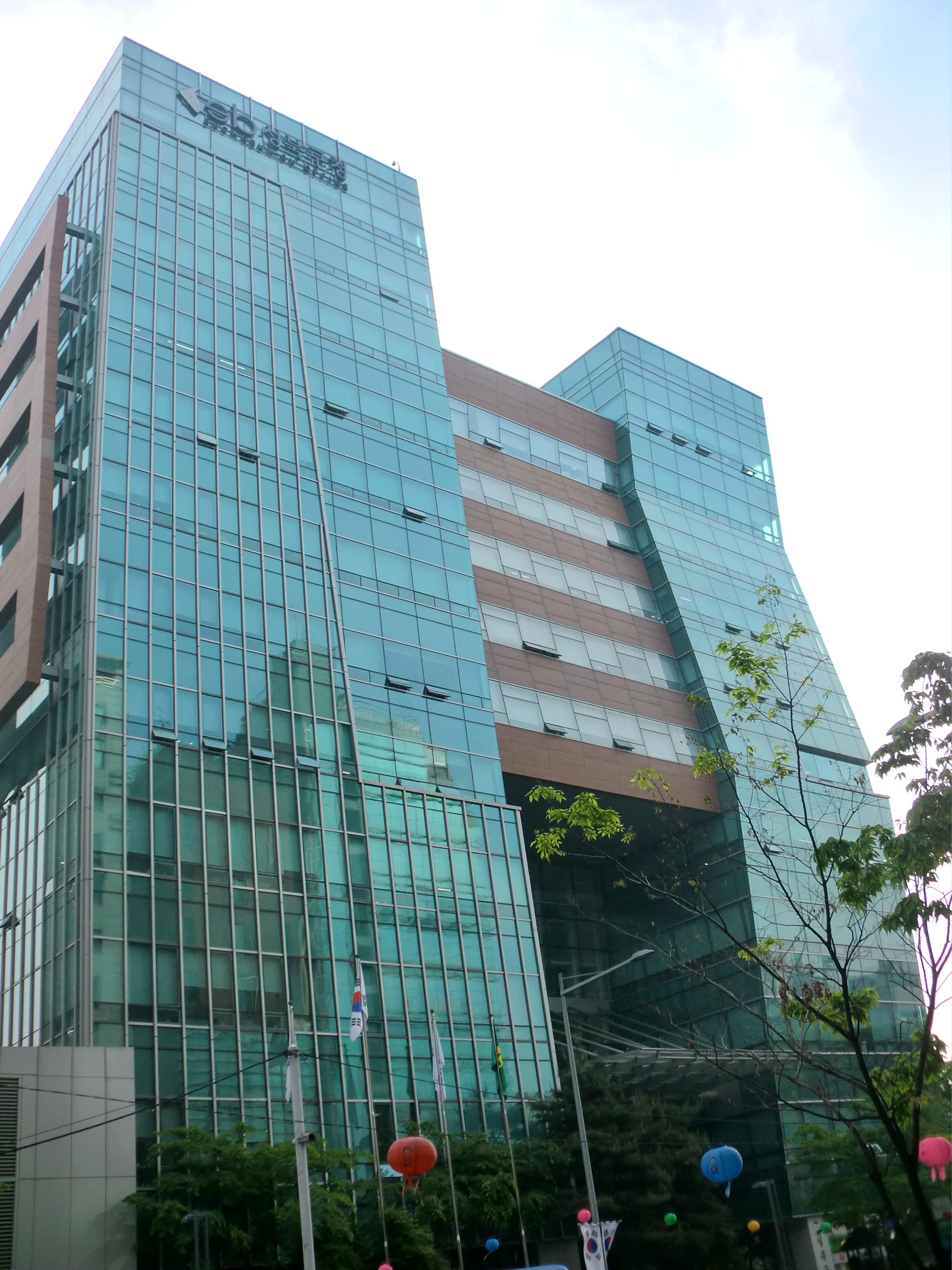
城北区庁

城北区（ソンブクく）は、大韓民国、ソウル特別市北部にある区。7つの大学がある教育の街として知られる。

## 歴史
- 1949年8月13日 東大門区敦岩洞、安岩洞、鍾岩洞、城北洞・京畿道高陽郡崇仁面が合併し、城北区が発足。
- 1963年1月1日 京畿道楊州郡芦海面を編入。
- 1973年7月1日 弥阿洞、樊洞、水踰洞、牛耳洞、倉洞、月渓洞、双門洞、上渓洞、中渓洞、道峰洞、放鶴洞、孔陵洞、下渓洞を道峰区へ分割。
- 1975年10月1日
  - 東大門区から普門洞の大部分を編入。
  - 道峰区から弥阿洞の一部を編入。

## 地理
城北区はソウル市の中北部に位置する。
- 山:北漢山
- 河川:貞陵川、牛耳川、中浪川

## 行政区域

行政区域図

幾度かの洞の統合を経て、現在は20の洞が存在する。
| 行政洞                              | 法定洞                                                                                               |
| ----------------------------------- | --- |
| 城北洞（ソンブクトン）              | 城北洞、城北洞1街、東小門洞1街、東小門洞4街                                                          |
| 三仙洞（サムソンドン）              | 敦岩洞、東小門洞2街、東小門洞3街、東小門洞5街、三仙洞1街、三仙洞2街、三仙洞3街、三仙洞4街、三仙洞5街 |
| 東仙洞（トンソンドン）              | 敦岩洞、東小門洞6街、東小門洞7街、東仙洞1街、東仙洞2街、東仙洞3街、東仙洞4街、東仙洞5街              |
| 敦岩第1洞（トナムジェイルトン）     | 敦岩洞                                                                                               |
| 敦岩第2洞（トナムジェイドン）       | 敦岩洞                                                                                               |
| 安岩洞（アナムドン）                | 安岩洞1街、安岩洞2街、安岩洞3街、安岩洞4街、安岩洞5街                                                |
| 普門洞（ポムンドン）                | 普門洞4街、普門洞5街、普門洞6街、普門洞7街、普門洞1街、普門洞2街、普門洞3街                          |
| 貞陵第1洞（チョンヌンジェイルトン） | 貞陵洞                                                                                               |
| 貞陵第2洞（チョンヌンジェイドン）   | 敦岩洞、貞陵洞                                                                                       |
| 貞陵第3洞（チョンヌンジェサムドン） | 貞陵洞                                                                                               |
| 貞陵第4洞（チョンヌンジェサドン）   | 貞陵洞                                                                                               |
| 吉音第1洞（キルムジェイルトン）     | 吉音洞                                                                                               |
| 吉音第2洞（キルムジェイドン）       | 吉音洞、下月谷洞                                                                                     |
| 鍾岩洞（チョンアムドン）            | 鍾岩洞                                                                                               |
| 月谷第1洞（ウォルゴクチェイルトン） | 下月谷洞                                                                                             |
| 月谷第2洞（ウォルゴクチェイドン）   | 下月谷洞、上月谷洞                                                                                   |
| 長位第1洞（チャンウィジェイルトン） | 長位洞                                                                                               |
| 長位第2洞（チャンウィジェイドン）   | 長位洞                                                                                               |
| 長位第3洞（チャンウィジェサムドン） | 長位洞                                                                                               |
| 石串洞（ソックァンドン）            | 石串洞                                                                                               |

## 行政
現在の区長は金永培（キム・ヨンベ）。

### 警察
- ソウル城北警察署
- ソウル鍾岩警察署

### 消防
- 城北消防署（朝鮮語版）

## 教育

### 大学
- 高麗大学校
- 国民大学校
- 同徳女子大学校
- 西京大学校
- 誠信女子大学校
- 漢城大学校

## 観光
観光地としてはソウル城郭、北漢山城、貞陵などが挙げられる。祭りでは、朝鮮時代からの祭りを再現した先蚕祭が有名。

## 交通

### 鉄道
- ソウル交通公社
  - 4号線

吉音駅 - 誠信女大入口駅 - 漢城大入口駅
  - 6号線

普門駅 - 安岩駅 - 高麗大駅 - 月谷駅 - 上月谷駅 - トルゴジ駅 - 石渓駅※
- 牛耳新設軽電鉄
  - 牛耳新設線

北漢山輔国門駅 - 貞陵駅 - 誠信女大入口駅 - 普門駅

## 姉妹都市
- 寧越郡（江原特別自治道）
- 潭陽郡（全羅南道）
- 仁川広域市
- 三陟市（江原特別自治道）
- 高敞郡（全羅北道）
- 堤川市（忠清北道）
- 順義区（中華人民共和国北京市）